# Crestell del Montanyó
Els Crestells o Crestell de Montanyó és una cresta, formada per petites muntanyes, que es troben en el terme municipal de la Vall de Boí, a la comarca de l'Alta Ribagorça, i dins del Parc Nacional d'Aigüestortes i Estany de Sant Maurici.
El crestell, s'estén de nord a sud des del Bony del Graller (2.645,8 m), fins al més meridional (2.706,8 m) al nord del Pic Roi, separant la vall de Montanyó de Llacs i, la Cometa de les Mussoles de la Vall de les Mussoles.
En la seva zona central un coll, situat a 2.563,8 metres, comunica la vall de Montanyó de Llacs amb la Coma Roia de la Cometa de les Mussoles.